# Niccolò Gherardini
Niccolò Gherardini (Firenze, 4 marzo 1604 – Firenze, 5 maggio 1678) è stato un biografo italiano autore dell'opera Vita del signor Galileo Galilei (1653-54) sulla vita pubblica e privata dello scienziato pisano.

## Biografia[1]
Figlio di Francesco e Faustina Popoleschi, era l'ultimo del ramo fiorentino dell'antica e nobile famiglia dei Gherardini di Montagliari. La madre Faustina era figlia di  Silvestro e di Ginevra di Carlo Barberini, nonno di Maffeo, che diverrà papa Urbano VIII. 
Laureatosi in diritto andò a Roma per impratichirsi nella professione legale e molto probabilmente frequentò la corte dei parenti Barberini che gli diede modo di conoscere Galileo Galilei in occasione del processo nel 1633 conclusosi con la condanna e il domicilio forzato ad Arcetri. Gherardini  come lui stesso racconta, per rimanere vicino allo scienziato pisano e perché stanco della vita curiale, si fece assegnare alla chiesa di Santa Margherita a Montici, già sottoposta al patronato dei Gherardini, nel territorio di Arcetri. La sua amicizia verso la famiglia Galilei è testimoniata dalle lettere della figlia dello scienziato, suor Maria Celeste (al secolo Virginia Galilei), scritte da Arcetri il 3 e il 15 ottobre e il 12-13 novembre 1633, indirizzate al fratello.
Dopo la morte di Galilei, Gherardini tornò per un periodo a Roma sino a quando si stabilì definitivamente a Firenze nel 1642 con il titolo di canonico del duomo.
Intorno al 1653-54 compose la biografia Vita del signor Galileo Galilei con un'introduzione autobiografica. Alla sua opera attinse relativamente al periodo padovano, l'altro biografo contemporaneo di Galilei, Vincenzo Viviani.
L'opera biografica del Gherardini riguarda soprattutto il periodo dell'insegnamento di Galilei a Padova ed è tesa ad esaltare soprattutto le virtù cristiane di Galilei dandone una raffigurazione soprattutto come "filosofo" contrapposta a quella minore di "matematico".
Come Accademico della Crusca e dell'Accademia fiorentina, Gherardini compose un'opera, andata persa, sulla storia della sua famiglia.
Morì il 5 maggio 1678 a Firenze.